# Vlag van Olne
De vlag van Olne is op 17 december 1996 bij raadsbesluit vastgesteld als de vlag van de Luikse gemeente Olne. De vlag kan als volgt worden beschreven:
Rood, met een witte staf en zwaard gekruist.
De vlag werd pas op 6 november 1997 bevestigd door de Franse Gemeenschapsregering. De vlag is volledig gebaseerd op het gemeentewapen en ziet er dus helemaal hetzelfde uit.